# 莫尔马苏
莫尔马苏是巴西南大河州的一个市镇。总面积146.109平方公里，总人口2578人，人口密度17.6人/平方公里。